# Mar Gijón Mendigutía
María del Mar Gijón Mendigutía (Madrid, 1988) es una filóloga arabista, investigadora, activista por los derechos humanos y profesora universitaria española.

## Biografía
Nació en Madrid en 1988. Se licenció en filología árabe en la Universidad Autónoma de Madrid (UAM). Posteriormente, se doctoró en Estudios Árabes e Islámicos en la Universidad Autónoma de Madrid en 2016.
Está especializada en Oriente Medio (Líbano, Siria, Irak y Jordania) y en la historia Palestina y en la situación de las mujeres en el territorio de Oriente Medio. Es miembro de la asociación Biladi.
En el año 2015 publicó el libro Historia del movimiento de mujeres en Palestina (Txalaparta, 2015) sobre la situación de las mujeres en dicho territorio. Por ese trabajo fue candidata al Premio Euskadi de Literatura 2016, en la modalidad de ensayo.
En el año 2018 fue ponente en el Congreso Internacional de Derechos Humanos, con la ponencia fue "La Declaración Universal de los Derechos Humanos y la Resolución 194 (III) de Naciones Unidas de 1948: Vínculos, evolución y perspectivas", sobre la guerra árabe-israelí de 1948 y la cuestión Palestina. Gijón recibió el premio a la mejor conferencia sobre derechos humanos.
En la actualidad es profesora universitaria e investigadora en la Universidad del País Vasco y miembro del Instituto de Historia Social "Valentín de Foronda" de la Universidad del País Vasco, el Ayuntamiento de Vitoria y de la Diputación Foral de Álava.

## Vida personal
Entre los años 2005 y 2010 vivió en Damasco (Siria). En la actualidad reside en Algorta (Guecho).

## Publicaciones

### Libros
- Historia del movimiento de mujeres en Palestina, Txalaparta, Tafalla, 2015.[5]

### Capítulos de libro
- «El movimiento de mujeres en Palestina (1884-1948): La lucha anticolonial como elemento impulsor», en D. Checa Hidalgo, J. Ramos Tolosa Comprender Palestina-Israel: Estudios pluridisciplinares y decoloniales, Universidad de Granada, Granada, 2019.
- «La Declaración Universal de los Derechos Humanos y la Resolución 194 (III) de Naciones Unidas de 1948: vínculos, evolución y perspectivas» en J. M Landa Retos emergentes de los Derechos Humanos: ¿Garantías en peligro?, Tirant lo Blanch, Valencia, 2019.
- «International Solidarity Campaigns with Palestine: Reality and perspectives», en The Palestinian Cause and the Future of the Palestinian National Project, Arab Center for Research & Policy Studies, Qatar, 2016.
- «La frontera siria y los refugiados palestinos», en N. Ribas Mateo El Río Bravo Mediterráneo: las regiones fronterizas en la época de la globalización, Ediciones Bellaterra, 2011.